# Гапкинское сельское поселение
Гапкинское сельское поселение — муниципальное образование в Константиновском районе Ростовской области.
Административный центр поселения — хутор Гапкин.

## Административное Устройство
В состав Гапкинского сельского поселения входят:
- хутор Гапкин,
- хутор Лисичкин,
- хутор Новая Жизнь,
- хутор Савельев,
- посёлок Холмистый (ферма № 5).

Председателями сельского совета (ныне сельского поселения) были: Солошин Иван Семёнович, Хмизенко Роман Фёдорович, Костромин Михаил Михайлович, Корсунов Яков Николаевич, Пущеленко Георгий Максимович, Замаева Зинаида Ивановна, Васильев Николай Александрович, Пономарёв Алексей Васильевич, Хромова Надежда Васильевна,Русскова Татьяна Витальевна, Бодрякова Людмила Ивановна.

## Население
| 2010  | 2012  | 2013  | 2014  | 2015  | 2016  | 2017  |
| ----- | ----- | ----- | ----- | ----- | ----- | ----- |
| 1597  | ↘1554 | ↘1516 | ↘1481 | ↘1472 | ↘1433 | ↘1420 |
| 2018  | 2019  | 2020  | 2021  |       |       |       |
| ↘1416 | ↘1411 | ↘1365 | ↘1353 |       |       |       |